# Naila Imbachi
Naila Imbachi (Timbio, Cauca, Colombia, 28 de mayo de 1984) es una jugadora de fútbol y futsal colombiana del Club Atlético San Lorenzo de Almagro. Actualmente es la capitana del equipo de futsal. Además integra el plantel de fútbol en el que se desempeña como mediocampista. También es jugadora de la Selección Colombiana de Futsal Femenino.

## Trayectoria

### Valladolid
A finales de la temporada 2009-10 llega a España para jugar con el Valladolid FSF, donde permaneció hasta la temporada 2012-13, que decide volver a su país.

### San Lorenzo
En febrero de 2020 llega a la Argentina para disputar el torneo de futsal femenino con el Club Atlético San Lorenzo de Almagro que finalmente quedaría interrumpido por la pandemia del covid-19. Tras varios meses de inactividad se reanudan las actividades deportivas en la Argentina e Imbachi se suma al plantel de fútbol femenino de San Lorenzo para disputar el torneo de transición 2020.
En febrero de 2021 consigue su primer título con San Lorenzo, la Supercopa de Futsal Femenino 2021 venciendo en la final a Ferro en el Polideportivo Roberto Pando. Partido que "Las Santitas" comenzaron perdiendo por 0-2 y lograron dar vuelta marcando el 3-2 sobre el final. En julio de 2021 el plantel de fútbol femenino de San Lorenzo con Imbachi como titular en el mediocampo consigue el Torneo Apertura 2021 y la clasificación para disputar la Copa Libertadores de Fútbol Femenino 2021. Título histórico para el club de Boedo por ser el primero en la era profesional de la disciplina y para la colombiana que se convierte en la primera jugadora proveniente de Colombia en conquistar el título en el país. En el cierre del año logra un nuevo campeonato con el equipo de futsal. Tras dejar en el camino a Racing Club en las semifinales del torneo de AFA, San Lorenzo vuelve a ser campeón derrotando a Sportivo Barracas en la llave final que se disputaba al mejor de tres partidos. El primero en el Polideportivo Roberto Pando fue victoria de San Lorenzo por 4-0. El segundo disputado en el barrio de Barracas, tras persistir el empate 1-1 terminaría en 1-2 a favor del Ciclón en los penales, consiguiendo así Naila su tercer título en el club y una nueva clasificación a la Copa Libertadores de Futsal.
Durante la temporada 2022 consigue junto al equipo de futsal de San Lorenzo el segundo puesto en la Copa Libertadores de Futsal Femenino 2022 disputada en Cochabamba alcanzando el club así esta marca luego de 9 años. A su regreso de Bolivia a las competencias nacionales, llega el cuarto título en San Lorenzo con la conquista de la primera edición de la Copa de Oro de Futsal Femenino 2022 disputada en la ciudad de Mar del Plata tras vencer a Racing Club (2-1) en semifinales y a Sportivo Barracas en la final por 3-2. El quinto título llegaría con la consagración en el Torneo de AFA de Futsal Femenino 2022 en el que San Lorenzo culminó puntero de la fase regular y en la etapa de play-off volvió a imponerse venciendo a Platense en cuartos de final, a Estudiantes de Buenos Aires en semifinales y Sportivo Barracas en una nueva final, repitiendo así la consagración del 2021.

## Palmarés

### Títulos nacionales de futsal
| Título             | Club        | País      | Año  |
| ------------------ | ----------- | --------- | ---- |
| Supercopa 2021     | San Lorenzo | Argentina | 2021 |
| Torneo Único 2021  | San Lorenzo | Argentina | 2021 |
| Copa de Oro 2022   | San Lorenzo | Argentina | 2022 |
| Torneo de AFA 2022 | San Lorenzo | Argentina | 2022 |
| Copa de Oro        | San Lorenzo | Argentina | 2024 |

### Podios Internacionales de Futsal
| Título                 | Club        | País      | Año  |
| ---------------------- | ----------- | --------- | ---- |
| Copa Libertadores 2022 | San Lorenzo | Bolivia   | 2022 |
| Copa Libertadores 2023 | San Lorenzo | Paraguay  | 2023 |
| Copa América 2023      | Colombia    | Argentina | 2023 |

### Títulos nacionales de fútbol
| Título             | Club        | País      | Año      |
| ------------------ | ----------- | --------- | -------- |
| Primera División A | San Lorenzo | Argentina | Ap. 2021 |